# Neoconocephalus affinis
Neoconocephalus affinis är en insektsart som först beskrevs av Ambroise Marie François Joseph Palisot de Beauvois 1805.  Neoconocephalus affinis ingår i släktet Neoconocephalus och familjen vårtbitare. Inga underarter finns listade i Catalogue of Life.